# 25954 Trantow
25954 Trantow è un asteroide della fascia principale. Scoperto nel 2001, presenta un'orbita caratterizzata da un semiasse maggiore pari a 2,2227927 UA e da un'eccentricità di 0,1722469, inclinata di 4,90444° rispetto all'eclittica.